# 西本願寺上海別院

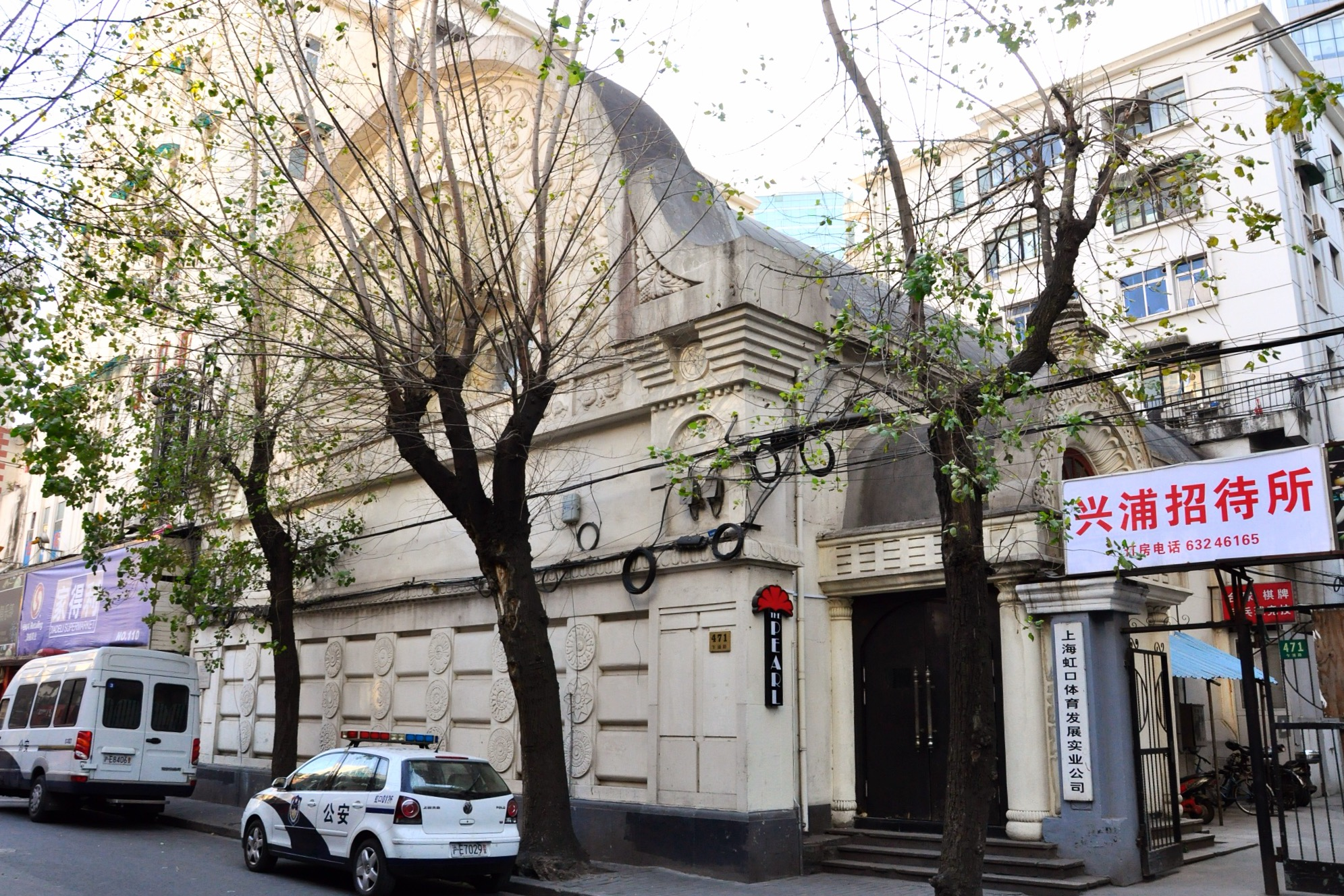

西本願寺上海別院（にしほんがんじシャンハイべついん）は、20世紀前半に浄土真宗本願寺派（西本願寺）が中国の上海共同租界に建てた寺院（別院）である。建築物としては中華人民共和国上海市虹口区乍浦路455号に現存しており、上海市優秀歴史建築のリストに登録されている。

## 解説
西本願寺は1906年に上海の文監師路（現在の塘沽路）に別院を設けた。1931年に現在地（乍浦路）に移転した。寺院建築の設計者は岡野重久。花崗岩でつくられた建物のインド様式の外観は、築地本願寺と似る。1944年には9層の仏塔も建てられた。
西本願寺では婦人会、青年会、日曜学校が開設され、現地の日本人に布教活動を行ったほか、軍隊布教も行っていた。1942年に上海福寿院を創建し、中国人向けの布教活動もあった。
しかし、上海にある日本仏教の施設は政府に統制下に入っていたことから太平洋戦争終了後、敵性寺院として国民政府に接収され、閉鎖となった。戦後に仏塔は撤去され、寺房は「和平博物館」として利用された。1949年以降、虹口体育倶楽部として利用されたことがある。2023年時点ではライブバー「THE PEARL 珍珠劇場」として利用されている。建築は上海市優秀歴史建築のリストに登録されている。